# (17464) 1990 VX1
(17464) 1990 VX1 est un astéroïde de la ceinture principale découvert en 1990.

## Description
(17464) 1990 VX1 a été découvert le 11 novembre 1990 à l'observatoire de Fujieda Shizuoka (Japon) par Hitoshi Shiozawa et Minoru Kizawa.

### Caractéristiques orbitales
L'orbite de cet astéroïde est caractérisée par un demi-grand axe de 2,21 UA, un périhélie de 1,73 UA, une excentricité de 0,22 et une inclinaison de 1,58° par rapport à l'écliptique. Du fait de ces caractéristiques, à savoir un demi-grand axe compris entre 2 et 3,2 UA et un périhélie supérieur à 1,666 UA, il est classé, selon la JPL Small-Body Database, comme objet de la ceinture principale.

### Caractéristiques physiques
(17464) 1990 VX1 a une magnitude absolue (H) de 14,6 et un albédo estimé à 0,049.